# Agathomyia gorodkovi
Agathomyia gorodkovi är en tvåvingeart som beskrevs av Shatalkin 1982. Agathomyia gorodkovi ingår i släktet Agathomyia och familjen svampflugor. Inga underarter finns listade i Catalogue of Life.